# Juraj Králik
Juraj Králik (* 16. květen 1963 Bratislava) je slovenský výtvarník, který svá díla prezentoval v Evropě, Americe, Asii a Austrálii.

## Životopis
Juraj Králik je vystudovaný fotograf, v letech 1978–1982 studoval na Škole uměleckého průmyslu v Bratislavě, následně studoval obor fotografie na Akademii múzických umění v Praze. Absolvoval v roce 1988. V roce 1990 se stal spoluzakladatelem agentury Oko a v roce 1993 grafického studia Rabbit & Solution.
Na uměleckou scénu vstoupil díly vytvořenými z vojenských odznaků. Od roku 2000 pracoval s tenistkou Martinou Navrátilovou, na společném projektu Art Grand Slam. Velkorozměrová plátna, která vznikla barevnými otisky tenisových míčků, byla prezentována v roce 2005 v Galerii Danubiana v Čunovu a následně kromě jiných míst i v Praze, Londýně, Paříži, americkém New Orleans, australském Perthu a asijském Hongkongu.
V lednu 2010 představil v Galerii SPP nový výtvarný cyklus, Many & Lóve. Velkorozměrové obrazy vytvořil z již neplatných haléřových mincí české měny, které obdržel od guvernéra Národní banky Slovenska, Ivana Šramka. Na velkorozměrových plochách z mincí zobrazil kromě jiných i amerického prezidenta Baracka Obamu nebo vůdce organizace Al-Káida, Usámu bin Ládina.